# رولاند فيكتور نوريس
كان رولاند فيكتور نوريس (1888-28 أبريل 1950) عالمًا في الكيمياء الحيوية وعالمًا زراعيًا عمل في الهند وسيلان. عمل كأول كيميائي زراعي لحكومة مدراس.

## السيرة الشخصية
تخرج من جامعة مانشستر وعمل مساعدًا لويليام هنري بيركن. ثم عمل في معهد ليستر للطب الوقائي في لندن. في عام 1910 عمل مع البروفيسور آرثر هاردن في تخمير الخميرة وحصل على درجة الدكتوراه. من جامعة لندن. في عام 1914 تولى منصب الكيميائي الفسيولوجي في المختبر الإمبراطوري للبكتيريا في الهند. في عام 1918 أصبح أول كيميائي زراعي لحكومة مدراس. من عام 1924 إلى عام 1929، عمل أستاذاً للكيمياء الحيوية في المعهد الهندي للعلوم حيث عمل على مجموعة من المشكلات الزراعية بما في ذلك خصوبة التربة وكيمياء اللك ومرض شوكة خشب الصندل. انتقل إلى سيلان في عام 1929 حيث شغل منصب مدير معهد أبحاث الشاي.
كان متزوجًا من عالمة الكيمياء الحيوية دوروثي نوريس التي عملت لاحقًا في معهد أبحاث لاك في رانتشي، جهارخاند، الهند. كان متزوجا ثانيا من ويندي إليزابيث ماري وابنته ويندي إليزابيث آن جيل، ولدت في سيلان. توفي عام 1950 في بورت شيبستون، جنوب إفريقيا.

## المنشورات
كان عمل نوريس في إنجلترا في الغالب على استقلاب الجليكوجين وتخمير الخميرة. بعد انتقاله إلى الهند، عمل على مجموعة من الموضوعات بما في ذلك التغذية البشرية ومغذيات التربة والعمليات الميكروبيولوجية.
- Harden، Arthur؛ Norris، Roland V. (1910). "The Fermentation of Galactose by Yeast and Yeast-Juice (Preliminary Communication.)". Proceedings of the Royal Society of London. Series B. ج. 82 ع. 560: 645–649. Bibcode:1910RSPSB..82..645H. DOI:10.1098/rspb.1910.0060. JSTOR:80311.
- McCarrison، Robert؛ Norris، Rol V (1924). "The Relationship of Rice to Beri-Beri in India". Indian Medical Research Memoirs. ج. 2: 1–87.
- McCarrison، R.؛ Newcomb، C.؛ Viswanath، B.؛ Norris، R.V. (1927). "The Relation of Endemic Goitre to the Iodine-Content of Soil and Drinking-Water". Indian Journal of Medical Research. ج. 15: 207–46.
- Thakur، A. K.؛ Norris، Roland V. (1928). "A bio-chemical study of some soil fungi with special reference to ammonia production". Journal of the Indian Institute of Science. ج. 11: 141.
- Ayyar؛ Ramaswami، CV؛ Perumal، T. S. S.؛ Norris، Roland V. (1929). "The oxidation of sulphur in suspensions of activated sludge and its influence on the solubilization of mineral phosphates". Journal of the Indian Institute of Science. ج. 11: 85–90. [The inventor of the activated sludge process, Gilbert John Fowler was his predecessor at the Indian Institute of Science]

## الملاحظات
1. ↑  الآن سريلانكا
2. ↑  الآن سريلانكا

## روابط خارجية
- قسم الكيمياء الحيوية، المعهد الهندي للعلوم